# Coil
Coil — британський експериментальний музичний гурт, який створили учасники проєкту Psychic TV Джон Беланс і Пітер Крістоферсон 1982 року. Гурт припинив існування через трагічну загибель Беланса 13 листопада 2004 року. Один із найвідоміших і найвпливовіших індустріальних колективів за всю історію музики.

## Історія
Задуманий спочатку як сольний проєкт музиканта Джона Беланса, що був тоді в складі гурту Psychic TV, Coil розвинувся в основний його проєкт, у якому також узяв участь інший учасник Psychic TV, за сумісництвом його партнер Пітер Крістоферсон, колишній член новаторського індастріалгурту Throbbing Gristle. У своїх роботах Coil досліджували теми, пов'язані з окультизмом, сексуальністю, алхімією, наркотиками тощо, вплинувши на такі жанри, як готикрок, неофолк і даркембієнт. AllMusic назвав гурт «одним із найулюбленіших, міфологізованих гуртів, що вийшли з британської постіндустріальної сцени».
Після виходу їхнього дебютного мініальбому How to Destroy Angels у 1984 році, Coil приєдналися до Some Bizzare Records, на якому випустили два повноформатних альбоми: Scatology (1984) і Horse Rotorvator (1986). У 1985 році гурт почав працювати над серією саундтреків, серед яких відхилений саундтрек до «Повсталого з пекла». Залишивши Some Bizzare, Coil заснували власний звукозаписний лейбл Threshold House, на якому спродюсували й випустили Love's Secret Domain (1991). На початку 1990-х років діяльність колективу загальмували фінансові труднощі, та невдовзі Беланс і Кристоферсон повернулися до проєкту й почали роботу коло таких релізів, як Astral Disaster (1999), коло диптиху Musick to Play in the Dark (1999 і 2000), а також випустили декілька робіт під такими псевдонімами, як Black Light District, ELpH і Time Machines.
Баланс і Крістоферсон були єдиними незмінними членами проєкту; у різні часи до них приєднувалися Стівен Тровер, Денні Гайд, Дрю Макдаволл, Вільям Бриз, Thighpaulsandra та Оссіан Браун. За залученості цих учасників Coil заснували кілька менших незалежних венітілейблів, включно з Eskaton і Chalice. Перший за 16 років концерт гурту відбувся в 1999 році, розпочавши серію мінітурів, які тривали до 2004 року. Після нещасливого випадку з Белансом, що спричинив 13 листопада 2004 року його смерть, Крістоферсон офіційно оповістив, що Coil як творчий колектив припиняє своє існування, і згодом випустив відомий повноформатний The Ape of Naples (2005). Дрю Макдаволл і Денні Гайд очолили архів проєкту, і станом на 2022 рік досі виходять посмертні релізи й компіляції неопублікованого матеріалу гурту.

## Дискографія
- Scatology (1984)
- Horse Rotorvator (1986)
- Gold Is The Metal With The Broadest Shoulders (1987)
- Love's Secret Domain (1991)
- ELpH vs. Coil: Worship the Glitch (1995)
- Black Light District: A Thousand Lights in a Darkened Room (1996)
- Time Machines (1998)
- Astral Disaster (1999)
- Musick to Play in the Dark Vol. 1 (1999)
- Musick to Play in the Dark Vol. 2 (2000)
- Constant Shallowness Leads to Evil (2000)
- Black Antlers (2004)
- The Ape of Naples (2005)
- The New Backwards (2008)